# Paulus de Roda
Paulus de Roda
of Paulus de Rhoda, Paulus de Broda, Pa(u)wels van Rode (geboren omstreeks 1450/60 - overleden in 1514) was een componist van de Franco-Vlaamse School van polyfonisten.

## Leven
Over Pauwels van Rode is niet veel bekend. Hij mag worden gerekend tot de derde generatie van de polyfonisten van de Franco-Vlaamse School.
Voor het eerst wordt Van Rode vermeld in de rekenboeken van de Illustre Lieve Vrouwe Broederschap in 's-Hertogenbosch, waar hij vanaf 1471 werkte. Pauwels zou musici (met name een tenor) voor de Broederschap hebben gerekruteerd.
Paulus de Rhoda was van 1484 tot 1489 koorleider voor het gilde van Onze Lieve Vrouw in de Sint-Gertrudiskerk van Bergen op Zoom. Hij volgde daar in die functie Jacob Obrecht (1457/1458-1505) op. Obrecht verliet Bergen op Zoom voor de eerste keer in 1484 en werd in dienst genomen als koorleider in Kamerijk op 28 juli 1484. In 1496/1497 betaalde de Illustre Onze Lieve Vrouwe Broederschap van 's-Hertogenbosch voor een kopie van een Requiem door Paulus de Rhoda, dat sindsdien verloren is gegaan.
In 1504 werd opgetekend dat Meester Pauwels van Rode een zanger heeft getest en aanvaard met de toestemming van de Broederschap. Nicolaes of Claes Craen was toen sangmeester (koorleider) van de Broederschap, in de periode 1502-1507. Voorts staat in de registers opgetekend dat hij op 8 juni 1502 in dienst werd genomen (aegenomen sWoensdachs te weten 8 junij). In 1506 werd Meester Pouwels van Rode betaald om nieuwe, goede zangers te zoeken. Een Meester Pouwels kreeg reisgeld en werd naar Amsterdam gestuurd om een tenor en andere goede zangers te rekruteren. In 1506 screende Meester Pouwelsen van Rode twee Amsterdamse zangers en bracht ze naar de Broederschap.
In 1514 werd door de Broederschap een Requiem aan Paulus de Rhoda opgedragen, wat wellicht aangeeft dat hij dat jaar was overleden. Welke positie meester Paulus de Rhode in de broederschap precies had, is niet bekend.

## Werken
Slechts vier werken van zijn hand of aan hem toegeschreven bleven bewaard; met name in de volgende handschriften:
- in het handschrift MS 2856 van 1479-1481 uit de Biblioteca Casanatense in Rome (het driestemmige Ghenochte drive met een Nederlands tekstincipit, maar voor het overige tekstloos overgeleverd),
- in het Glogauer Liederbuch (circa 1480) en
- in het Apel-handschrift.

Van Rode schreef een instrumentaal motet (SAAT) op het thema Der Pfauenschwantz, een melodie die in die tijd erg populair was in de Nederlanden, en die ook door Jacques de Barbireau (c. 1455-1491) werd gezet. Vooral die zetting van Barbireau werd populair; Jacob Obrecht leende het thema zelfs voor een mis (ca. 1490).
- Bibliothèque nationale de France: cb148355489 (data)
- International Standard Name Identifier: 0000 0000 0884 1171
- Library of Congress Control Number: nr92015854
- MusicBrainz: a3deb489-24ce-4e0c-b19b-3e33b411b370
- Nationale Bibliotheek van Israël: 987007411811505171
- Réseau des bibliothèques de Suisse occidentale: 02-A017676700
- Virtual International Authority File: 277880